# (1333) Cevenola
(1333) Cevenola es un asteroide que forma parte del cinturón de asteroides y fue descubierto por Odette Bancilhon el 20 de febrero de 1934 desde el observatorio de Argel-Bouzaréah, Argelia.

## Designación y nombre
Cevenola se designó al principio como 1934 DA.
Posteriormente, fue nombrado por las Cevenas, una cadena montañosa del centro-sur de Francia.

## Características orbitales
Cevenola orbita a una distancia media de 2,633 ua del Sol, pudiendo acercarse hasta 2,279 ua. Tiene una excentricidad de 0,1344 y una inclinación orbital de 14,64°. Emplea en completar una órbita alrededor del Sol 1561 días.